# Мегарска псефизма
Мегарска псефизма (Мегарски указ или Мегарски декрет) представља серију економских санкција, које је Атина прогласила против Мегаре пре почетка Пелопонескога рата око 433/432. п. н. е. Мегарским трговцима је забрањена трговина у Атини и у чланицама Делскога савеза. Повод за Мегарски декрет било је скрнављење земље посвећене божици Деметри и убиство атинскога изасланика који се жалио због тога. Перикле је био главни предлагач економских санкција, а те мере представљале су казну због ранијега издајничког понашања Мегаре, а са друге стране представљале су намерну провокацију Спарте. Мегарски указ представљао је један од повода за Пелопонески рат.

## Атина уводи економске санкције Мегари
Мегара је била град крај Атине, а Мегарани су обрађивали земљу која је била посвећена божици Деметри. Поред тога примали су и одбегле атинске робове. Због тога је Атина увеле трговинеке санкције против Мегаре. Трговцима Мегаре забрањено је да тргују у Атини, а мегарским бродовима забрањено је да уплове у луке Делскога савеза. Прави разлог економских санкција против Мегаре било је кажњавање Мегаре јер је за време битке код Сиботе помагала Коринт. Након увођења трговачких санкција Мегарани су се жалили Спарти. Коринт се исто тако жалио због опсаде Потидеје. Перикле се прерачунао сматрајући да Спарта није спремна да крене у рат због сукоба Коринта и Атине.

## Спарта захтева од Атине укидање мегарске псефизме
Спарта је од Атине тражила да обустави опсаду Потидеје, да врате слободу Егини и да укину мегарску псефизму. Од та три захтева спартански изасланици су највише инсистирали на укидању мегарске псефизме. Спарта је претила ратом. На крају укидање мегарскога декрета био је главни захтев, који је Спарта поставила Атини. Перикле је рекао да тај захтев сам по себу није толико битан, али да Атињани не би требало да попусте на тој неважној ствари. Истицао је да ће у случају попуштања Спартанци тражити још веће уступке, јер ће сматрати да је Атина попустила бојећи се Спарте. Према условима Тридесетогодишњега мира Атина и Спарта је требало да спорне случајеве решавају арбитражом. Међутим Спарта је избегавала арбитражу и ултимативно је тражила од Атине да испуни њене захтеве.

## Перикле је лоше проценио
Тукидид истиче да је Перикле имао увек исте принципе, тј. да не прихвта ултиматуме од Спарте. Када Атина није прихватила спартанске захтеве Спарта је објавила рат Атини и 431. п. н. е. започео је Пелопонески рат. Прави узрок Пелопонескога рата био је страх Спарте од раста атинског поморскога царства. Чудно је било да је Спарта од Атине тражила тако мали уступак, попут укидања мегарскога декрета. Питање Коринта било је много важније, али изгледа да су умерени елементи унутар Спарте релативно неважно питање истурили у први план. Међу умерењацима истицао се спартански краљ Архидам II и изгледа да је он веровао да ће избећи рат ако од Атине тражи готово неважан уступак. Атињани и Перикле су одбили да учине тај мали уступак и тај потез је сигурно изненадио Спартанце, тако да су спартански јастребови након тога саставили ултиматум тражећи од Атине да распусти Делски савез и након тога је избио Пелопонески рат.

## Дипломатске грешке две стране
Перикле је веровао да Спарта неће помагати Коринту све док нису угрожени витални спартански интереси. Међутим својим потезима ојачао је оне спартанске савезнике, који су тражили рат. Са друге стране спартански краљ Архидам II је веровао да ће Атина пристати на мањи уступак, па је зато тражио да Атина повуче мегарски декрет. Међутим Перикле је то Атињнима представио као неправедан захтев, па је дошло до Пелопонескога рата.